# Résolution 1937 du Conseil de sécurité des Nations unies
Membres permanents
- Chine
- États-Unis
- France
- Royaume-Uni
- Russie

Membres non permanents
- Autriche
- Bosnie-Herzégovine
- Brésil
- Gabon
- Japon
- Liban
- Mexique
- Nigéria
- Turquie
- Ouganda

Résolution no 1936 Résolution no 1938
La résolution 1937 du Conseil de sécurité des Nations unies est une résolution adoptée à la suite du récent affrontement frontalier israélo-libanais de 2010. Demandée par le gouvernement libanais, elle est adoptée à l'unanimité le 30 août 2010. Elle prolonge le mandat de la Force intérimaire des Nations unies au Liban (FINUL) pendant encore douze mois, jusqu'au 31 août 2011, et appelle toutes les parties à respecter la Ligne bleue.
La résolution rappelle spécifiquement huit résolutions antérieures : la 425 (de 1978), la 426 (de 1978), la 1559 (de 2004), la 1680 (de 2006), la 1701 (de 2006), la 1773 (de 2007), la 1832 (de 2008) et la 1884 (de 2009).

## Résolution

### Observations
Le Conseil de sécurité appelle toutes les parties à mettre pleinement en œuvre la résolution 1701 et réaffirme l'engagement du Conseil à cet égard. Il se dit préoccupé par la violation de la résolution le 3 août 2010 lors d'un affrontement frontalier entre les Forces armées libanaises et les Forces de défense israéliennes près du kibboutz israélien de Misgav Am (en) et du village libanais d'Adaisseh (en). Le Conseil souligne le plein respect de l'embargo sur les armes contenu dans la résolution 1701 et appelle toutes les parties à respecter la Ligne bleue et à aider à la rendre clairement visible. Il rappelle également une demande du gouvernement libanais de déployer une force internationale pour l'aider à exercer son autorité sur tout le territoire et affirme l'autorité de la Force intérimaire des Nations unies au Liban à prendre toute mesure qu'elle juge nécessaire conformément à son mandat.

### Contenu
Prorogeant le mandat de la Force intérimaire des Nations unies au Liban pour une autre année, le Conseil félicite la force d'avoir établi un nouvel environnement stratégique dans le sud du Liban et sa coopération avec les Forces armées libanaises. Il se félicite du déploiement d'une brigade supplémentaire de forces libanaises dans le sud et appelle à de nouveaux déploiements conformément à la résolution 1701. Toutes les parties sont invitées à prévenir les hostilités et les violations de la Ligne bleue et à coopérer pleinement avec la FINUL et les Nations unies. Déplorant les récents incidents impliquant la FINUL, le Conseil appelle toutes les parties à respecter la sécurité et la liberté de mouvement de l'opération.
De plus, la résolution appelle les parties concernées à coopérer avec le Conseil de sécurité et le secrétaire général Ban Ki-moon pour progresser vers une solution à long terme et un cessez-le-feu permanent. Il exhorte le gouvernement israélien à retirer immédiatement ses forces du nord de Ghajar et réaffirme son appel à faire de la zone située entre la Ligne bleue et le fleuve Litani une zone exempte de tout personnel armé et d'armes à l'exception de ceux de la FINUL et des forces nationales libanaises.
S'adressant au secrétaire général, le Conseil l'appelle à continuer de rendre compte de la mise en œuvre de la résolution 1701 et le félicite des efforts déployés pour mettre en œuvre sa politique de tolérance zéro en matière d'exploitation et d'abus sexuels.
Enfin, la résolution conclut en soulignant l'importance d'une paix juste et durable au Moyen-Orient sur la base des résolutions pertinentes du Conseil de sécurité, notamment la 242 (de 1967), la 338 (de 1973), la 1515 (de 2003) et la 1850 (de 2008).